# GeForce 256
La GeForce 256 è stata la prima scheda video della linea GeForce ad essere prodotta in serie da Nvidia. La caratteristica che la distingue dalle altre schede grafiche del periodo è il supporto per l'hardware Transform and Lightning, questa caratteristica permetteva per la prima volta di delegare al processore grafico alcuni calcoli come le trasformazioni geometriche e la gestione della luce, lasciando libera la CPU per compiere altri calcoli. Il chip grafico è stato costruito con un processo produttivo TSMC a 220 nm e contiene 17 milioni di transistors.
Comparando questa scheda alle altre in commercio in quell'epoca, come la 3dfx Voodoo3 e la Nvidia Riva TNT2, GeForce porta un incremento di prestazione del 50% o superiore, questo porta la scheda ad essere commercializzata come "La prima GPU al mondo". L'unica valida concorrente praticamente rimasta al giorno d'oggi è AMD (che ha incorporato ATI e la sua linea di chip grafici Radeon), mentre 3dfx fu addirittura acquisita da Nvidia qualche tempo dopo il rilascio della GeForce 256.

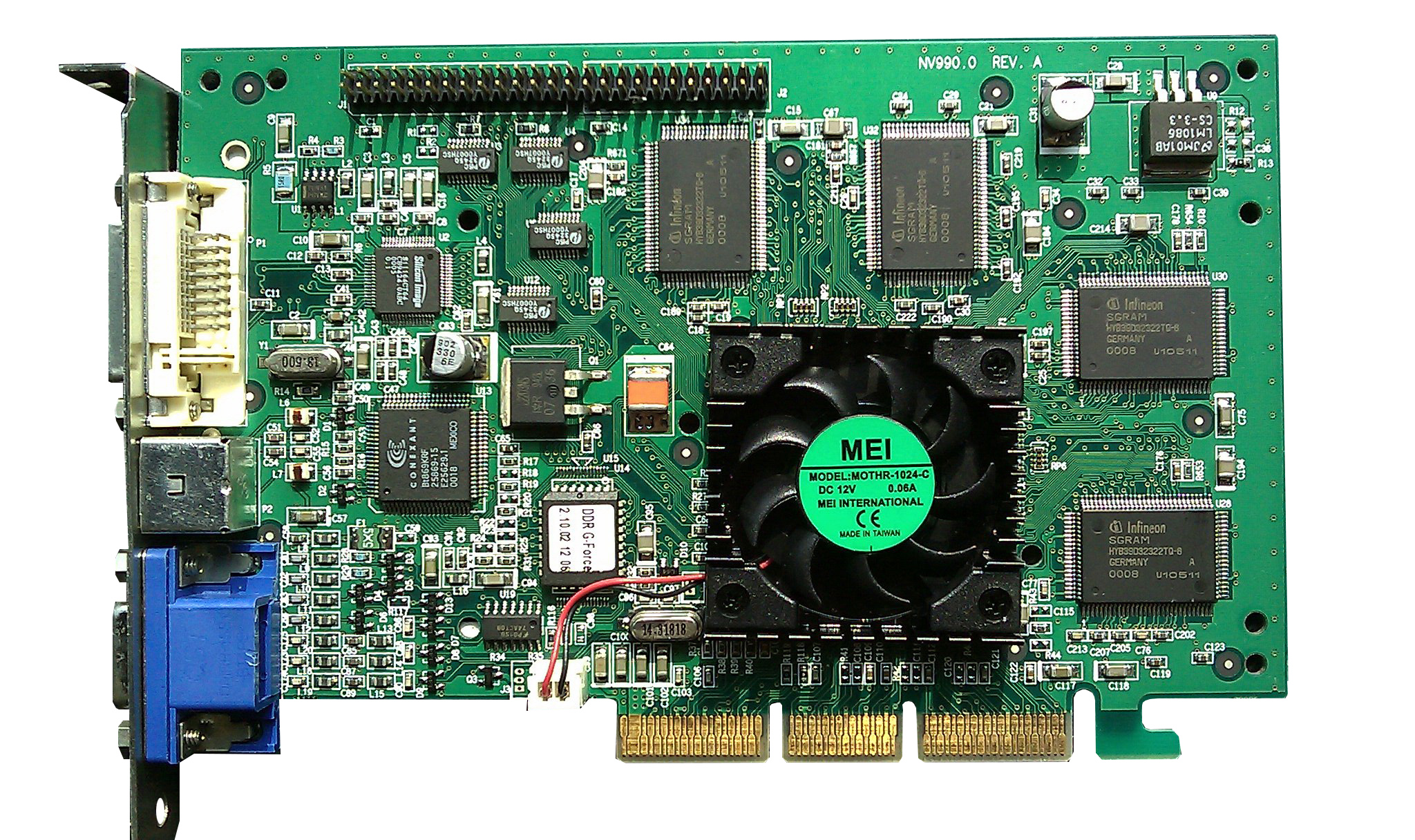
VisionTek GeForce 256 DDR

## Modelli
| Modello         | Codename | Rilascio   | Configurazione Core | Dimensione Die | Memoria  | Memoria   | Memoria          | Clock (MHz) | Fillrate     | Fillrate     | TDP (W) |
| Modello         | Codename | Rilascio   | Configurazione Core | Dimensione Die | Memoria  | Bandwidth | Clock Memoria    | Clock (MHz) | Pixel Rate   | Texture Rate | TDP (W) |
| --------------- | -------- | ---------- | ------------------- | -------------- | -------- | --------- | ---------------- | ----------- | ------------ | ------------ | ------- |
| GeForce 256 SDR | NV10     | 11/10/1999 | 4:4:4               | 139mm²         | 32MB SDR | 2288 GB/s | 143Mhz           | 120         | 480 MPixel/s | 480 MTexel/s | 20W     |
| GeForce 256 DDR | NV10     | 23/12/1999 | 4:4:4               | 139mm²         | 32MB DDR | 4800 GB/s | 150Mhz (300Mbps) | 120         | 480 MPixel/s | 480 MTexel/s | 20W     |

1. ↑  Pixel Pipelines: Texture Maps Units: Render Output Units